# NGC 5822
NGC 5822 ist die Bezeichnung eines offenen Sternhaufens im Sternbild Wolf. NGC 5822 hat einen Durchmesser von 35′ und eine scheinbare Helligkeit von 6,5 mag. Das Objekt wurde am 3. Juli 1836 von John Herschel entdeckt.